# Ван ден Хукке, Роберт

Катание на коньках на рву у стен Брюсселя, Музей истории искусств, Вена

Роберт ван ден Хукке (нидерл. Robert van den Hoecke; крещён 30 ноября 1622, Антверпен — 1688, Берг (Франция)) — фламандский художник, рисовальщик и гравёр эпохи барокко.

## Биография

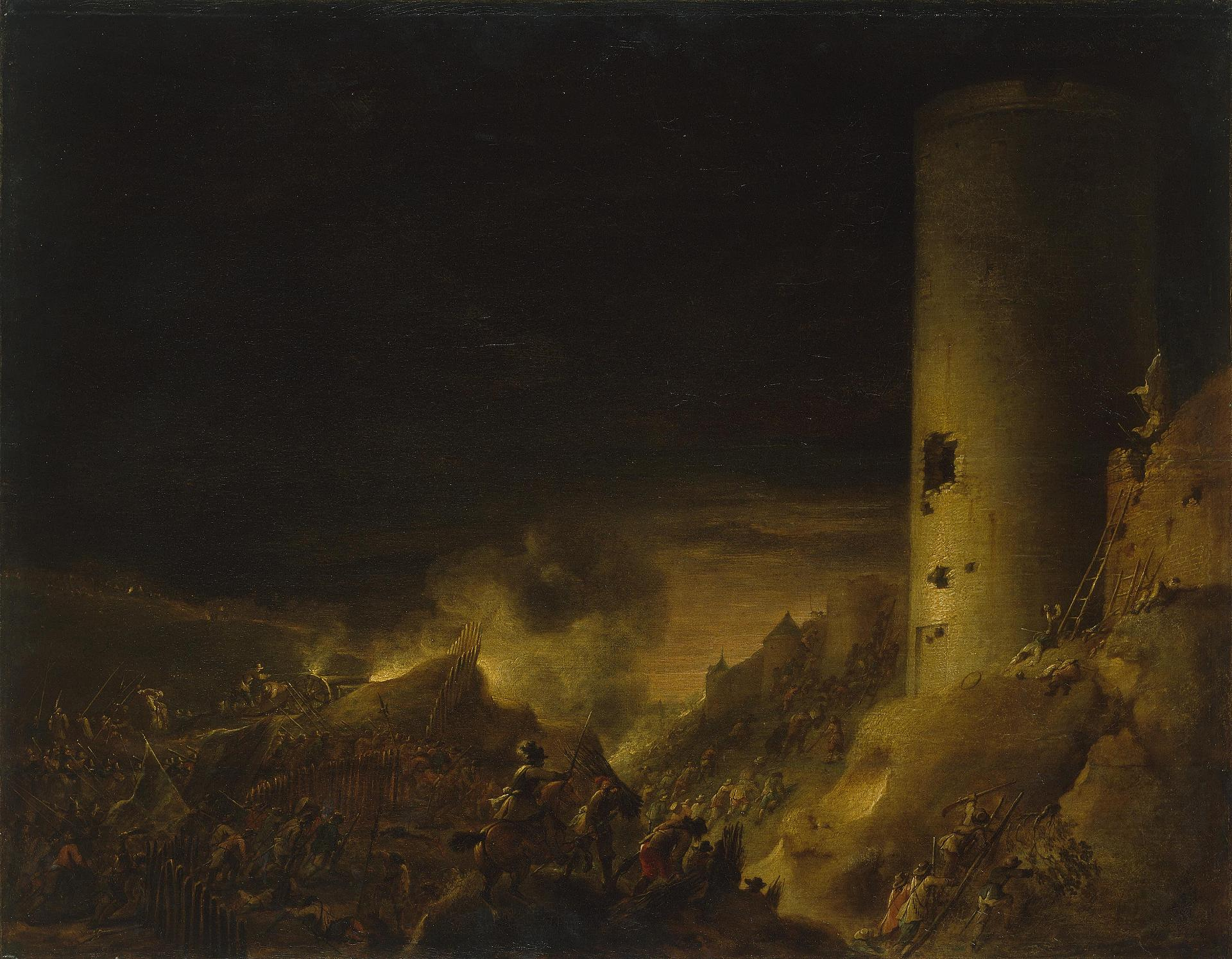
Штурм крепости. Эрмитаж

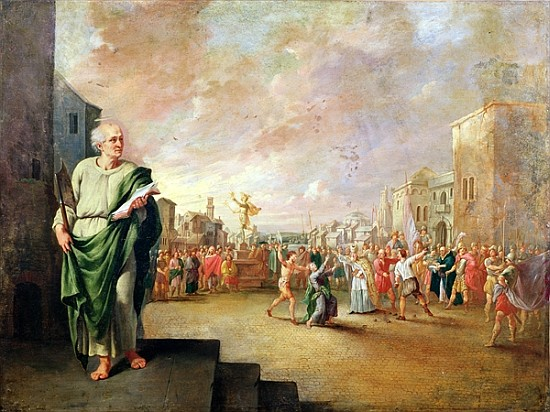
«Святой Матфей»

Первым учителем был его отец Гаспар ван ден  Хукке (1555—1648). В конце 1644—начале 1645 стал членом Антверпенской Гильдия Святого Луки.
Работал в Антверпене (1644—1649), Брюсселе (1649) при дворе эрцгерцога Леопольда Вильгельма Австрийского, где служил в качестве контролера за фортификационными укреплениями Фландрии.
В связи с работой, которую он выполнял, создал подробный вид городов, лагерей, укреплений и батальных сцен в манере Питера Снайерса.
После, в 1661—1668 годах жил во французском Берге.
Автор многих картин с батальными сценами на небольших по размеру полотнах, часто изображаемых в ночное время с большим количеством фигур. Создал ряд зимних пейзажей. Писал картины на библейские сюжеты («Святой Матфей»).
В Лондонской национальной галерее находится портрет Роберта ван ден Хукке кисти Г. Кокса, одна из картин из цикла аллегорий «Пять чувств».
Несколько картин художника ныне хранятся в музее истории искусств в Вене, в Эрмитаже, музее Дюнкерка.
|  |  |  |  |